# Davon Reed
Davon Malcolm Reed (Ewing, 11 giugno 1995) è un cestista statunitense con cittadinanza portoricana.

## Carriera
È stato selezionato dai Phoenix Suns al secondo giro del Draft NBA 2017 (32ª scelta assoluta).

## Statistiche

### NCAA
| Anno      | Squadra          | PG  | PT  | MP   | TC%  | 3P%  | TL%  | RP  | AP  | PRP | SP  | PP   |
| --------- | ---------------- | --- | --- | ---- | ---- | ---- | ---- | --- | --- | --- | --- | ---- |
| 2013-2014 | Miami Hurricanes | 33  | 33  | 20,7 | 34,3 | 35,7 | 66,0 | 1,7 | 1,2 | 0,5 | 0,1 | 6,6  |
| 2014-2015 | Miami Hurricanes | 30  | 30  | 27,5 | 47,0 | 45,7 | 72,7 | 4,0 | 1,9 | 0,9 | 0,4 | 8,2  |
| 2015-2016 | Miami Hurricanes | 35  | 35  | 28,8 | 46,9 | 38,3 | 81,6 | 4,1 | 1,2 | 0,8 | 0,4 | 11,1 |
| 2016-2017 | Miami Hurricanes | 33  | 33  | 35,3 | 43,3 | 39,7 | 83,3 | 4,8 | 2,4 | 1,3 | 0,5 | 14,9 |
| Carriera  | Carriera         | 131 | 131 | 28,1 | 43,0 | 39,5 | 77,7 | 3,6 | 1,6 | 0,9 | 0,4 | 10,3 |

#### Massimi in carriera
- Massimo di punti: 26 vs North Carolina State (4 febbraio 2017)[1]
- Massimo di rimbalzi: 12 (2 volte)
- Massimo di assist: 7 vs Loyola-Maryland (30 dicembre 2013)
- Massimo di palle rubate: 5 vs Wake Forest (11 febbraio 2015)
- Massimo di stoppate: 3 (3 volte)
- Massimo di minuti giocati: 45 vs Boston (16 febbraio 2015)

### NBA

#### Regular season
| Anno      | Squadra        | PG  | PT | MP   | TC%  | 3P%  | TL%  | RP  | AP  | PRP | SP  | PP  |
| --------- | -------------- | --- | -- | ---- | ---- | ---- | ---- | --- | --- | --- | --- | --- |
| 2017-2018 | Phoenix Suns   | 21  | 1  | 11,5 | 28,9 | 28,9 | 66,7 | 1,9 | 0,6 | 0,5 | 0,1 | 3,0 |
| 2018-2019 | Indiana Pacers | 10  | 0  | 4,7  | 41,7 | 50,0 | -    | 0,6 | 0,3 | 0,1 | 0,0 | 1,2 |
| 2021-2022 | Denver Nuggets | 48  | 5  | 13,9 | 50,3 | 43,0 | 66,7 | 2,3 | 1,1 | 0,5 | 0,2 | 4,4 |
| 2022-2023 | Denver Nuggets | 35  | 1  | 9,0  | 31,3 | 36,4 | 75,0 | 1,6 | 0,5 | 0,4 | 0,1 | 2,3 |
| 2022-2023 | L.A. Lakers    | 8   | 0  | 3,4  | 75,0 | 50,0 | 25,0 | 0,5 | 0,5 | 0,3 | 0,0 | 1,0 |
| Carriera  | Carriera       | 122 | 7  | 10,6 | 40,8 | 38,5 | 66,7 | 1,7 | 0,8 | 0,4 | 0,1 | 3,1 |

#### Massimi in carriera
- Massimo di punti: 17 vs Golden State Warriors (7 marzo 2022)[2]
- Massimo di rimbalzi: 7 (4 volte)
- Massimo di assist: 4 (3 volte)
- Massimo di palle rubate: 5 vs Orlando Magic (24 marzo 2018)
- Massimo di stoppate: 2 vs Golden State Warriors (10 marzo 2022)
- Massimo di minuti giocati: 30 vs Utah Jazz (2 febbraio 2022)